# Oxetane
| Oxetane                     |
| --------------------------- |
| Oxetane (allgemeine Formel) |
| Oxetan                      |

Oxetane sind heterocyclische organisch-chemische Stoffe, die einen Vierring, bestehend aus einem Sauerstoffatom und drei Kohlenstoffatomen, enthalten. Der unsubstituierte Grundkörper dieser Stoffgruppe ist das Oxetan mit der Summenformel C3H6O.
α-Oxo-Derivate der Oxetane sind die cyclischen β-Lactone, die die Stoffgruppe der Oxetan-2-one bilden.

## Herstellung
Alkohole mit einer Fluchtgruppe (z. B. Halogen, Arylsulfonyl, Mesityl) in γ-Position können unter Einwirkung einer Base ein Alkoholat bilden, das zum entsprechenden Oxetan cyclisiert:

### Paterno-Büchi-Reaktion
Ein Aldehyd oder Keton kann mit einem Alken unter Lichteinfluss im Sinne einer [2+2]-Cycloaddition reagieren, wobei ein Oxetan entsteht:

## Reaktivität
Lewis-Säuren wie Bortrifluorid (BF3) können an ein nichtbindendes Elektronenpaar am O-Atom des Oxetans addiert werden. In Dichlormethan als Lösungsmittel findet dann eine Cyclooligomerisierung statt. Als Hauptprodukt entsteht das Cyclotrimer 1:
Unter anderen Reaktionsbedingungen, besonders in der Gegenwart von Wasser, entstehen lineare Polyether.